# Coelioxys dinellii
Coelioxys dinellii là một loài Hymenoptera trong họ Megachilidae. Loài này được Holmberg mô tả khoa học năm 1916.